# Цикорієві
Цикорієві (Cichorioideae) — підродина квіткових рослин айстрові (Asteraceae). Також вживається назва латукові (Lactucoideae).

## Систематика
Систематика групи постійно змінюється: у неї включають нові роди, а деякі триби перетворені в окремі триби. Також систематика відрізняється у різних авторів та систем таксономії. Станом на 2009 рік до підродини належить 10 триб, 240 родів та понад 2900 видів.

### Триби
- Arctotidae
- Cardueae
- Eremothamneae
- Cichorieae або Lactuceae
- Liabeae
- Mutisieae
- Tarchonantheae
- Vernonieae

## Значення
До підродини належать важливі лікарські та харчові рослини: кульбаба, латук, цикорій тощо. Також серед цикорієвих є бур'яни.